# Classe Town (incrociatore 1910)
Gli incrociatori leggeri classe Town furono un gruppo di 21 navi da guerra costruite per la Royal Navy e la Royal Australian Navy. Erano incrociatori a lungo raggio, adatti a compiti di pattuglia nelle acque controllate dall'impero britannico. Le navi di questa classe, inizialmente denominate incrociatori di seconda classe, vennero costruite in base a diversi progetti, che ne segnarono le cinque sottoclassi. Vennero costruite cinque navi tipo Bristol, quattro tipo Weymouth, sei tipo Chatham (tre per la Royal Navy e tre per la Royal Australian Navy), quattro tipo Birmingham di cui una per la marina australiana e due tipo Birkenhead. Tutte ebbero nomi di città inglesi eccetto le navi australiane che ebbero invece nomi di città del luogo e vennero chiamate anche classe Sydney, dal nome della prima nave australiana della classe.

## Le sottoclassi

### TipoBristol
Le navi della sottoclasse Bristol vennero ordinate nel 1909 ed entrarono in servizio verso la fine del 1910. Erano lunghe 138 metri per un dislocamento di 5.384 tonnellate. Avevano uno scafo abbastanza basso sul mare, infatti il bordo libero venne aumentato nella successiva sottoclasse Weymouth. L'armamento principale era relativamente leggero, consistendo in due pezzi da 152 mm singoli disposti uno a prua e uno a poppa. L'armamento secondario consisteva in quattro cannoni da 102 mm singoli, mentre quello antiaereo era composto di quattro cannoni da 47 mm e quattro mitragliatrici Maxim. Durante la prima guerra mondiale venne ulteriormente potenziato con l'installazione di un cannone singolo da 76 mm. Queste navi rispondevano al modello di incrociatori di seconda classe, versatili e utilizzabili nei contesti più disparati, dalla scorta al naviglio mercantile a compiti di flotta. Alcune criticità di questi incrociatori erano la loro grandezza limitata, la vicinanza dei pezzi da 102 mm al mare e la difficoltà di usare sistemi di controllo del fuoco con pezzi di calibri diversi.

#### Navi
- HMS Bristol, costruita nei cantieri John Brown and Company, impostata il 23 marzo 1909, varata il 23 febbraio 1910 e completata nel dicembre successivo. Partecipò alla Battaglia del Canale d'Otranto (1917). Venduta per essere demolita il 9 maggio 1921.
- HMS Glasgow, costruita nei cantieri Fairfield Shipbuilding and Engineering Company, impostata il 25 marzo 1909, varata il 30 settembre successivo e completata nel settembre 1910.  Venduta per essere demolita il 29 aprile 1927.
- HMS Gloucester, costruita nei cantieri William Beardmore and Company, impostata il 15 aprile 1909, varata il 28 ottobre seguente e completata nell'ottobre 1910. Venduta per essere demolita il 9 maggio 1921.
- HMS Liverpool, costruita nei cantieri Vickers, impostata il 17 febbraio 1909, varata il 30 ottobre seguente e completata nell'ottobre 1910. Venduta per essere demolita l'8 novembre 1921.
- HMS Newcastle, costruita nei cantieri Armstrong Whitworth and Company, impostata il 14 aprile 1909, varata il 25 novembre seguente e completata nel settembre 1910. Venduta per essere demolita il 9 maggio 1921.

### TipoWeymouth
Le navi della sottoclasse Weymouth vennero ordinate nel 1910 ed entrarono in servizio tra il 1911 ed il 1912. Differivano dalla precedente sottoclasse solo per pochi aspetti. L'armamento principale venne rinforzato, con otto cannoni da 152 mm in torrette singole. L'armamento secondario consisteva di quattro cannoni da 47 mm. Durante il conflitto la sottoclasse vide alcune modifiche, inclusa l'aggiunta di un pezzo antiaereo da 76 mm. Furono anche i primi incrociatori ad essere equipaggiati con un aereo, il Sopwith Pup, anche se l'aereo poteva essere solamente lanciato dalla nave e non vi poteva atterrare, costringendo quindi il pilota ad ammarare se non fosse stato possibile raggiungere la terraferma. Rispetto alla sottoclasse Brisol ebbero quindi un armamento più uniforme e montato in posizioni più resistenti alle intemperie. Anche i tubi lanciasiluri vennero installati nella più potente versione da 533 mm.

#### Navi

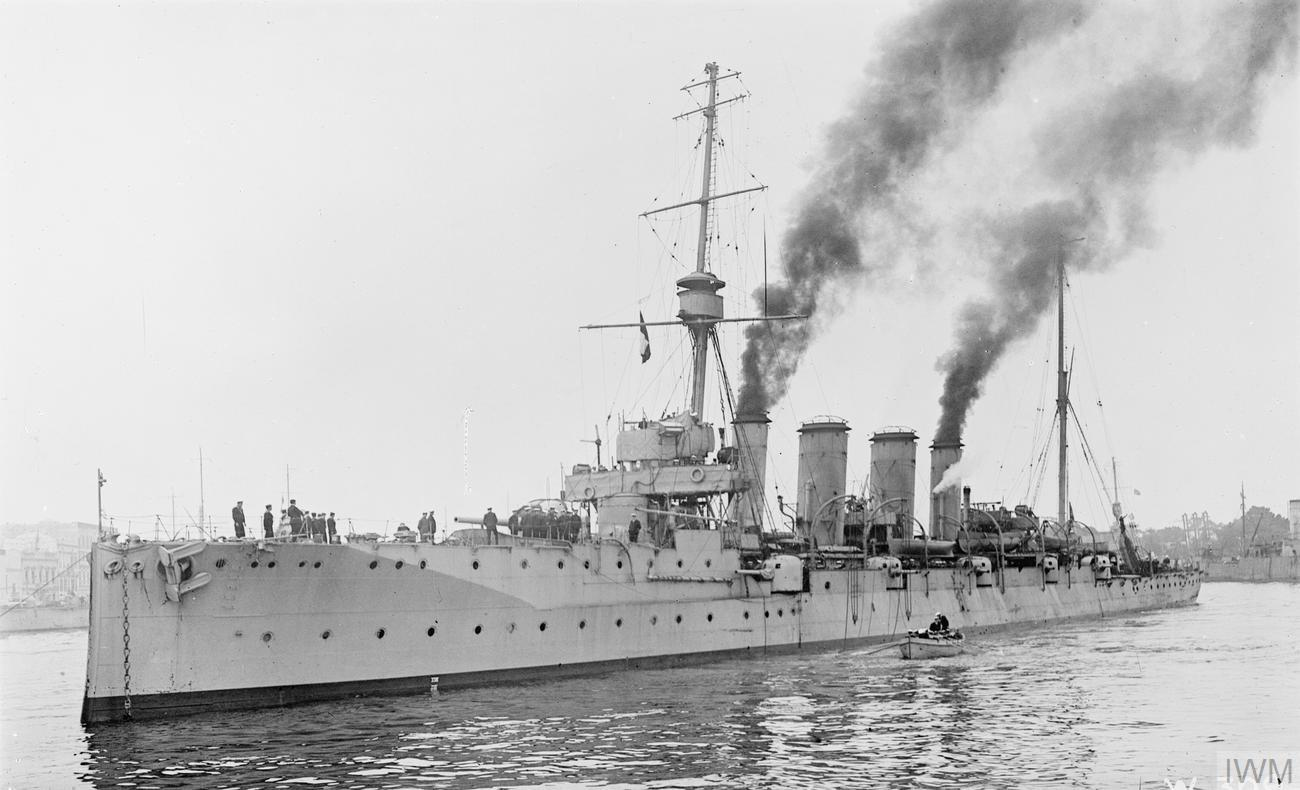
HMS Gloucester, Brindisi 1917

- HMS Weymouth, costruita nei cantieri Armstrong Whitworth, impostata il 19 gennaio 1910, varata il 18 novembre seguente e completata nell'ottobre 1911. Venduta per essere demolita il 2 ottobre 1928.
- HMS Yarmouth, costruita nei cantieri London and Glasgow Company, impostata il 27 gennaio 1910, varata il 12 aprile 1911 e completata nell'aprile 1912. Venduta per essere demolita il 2 luglio 1929.
- HMS Dartmouth, costruita nei cantieri Vickers, impostata il 19 febbraio 1910, varata il 14 dicembre seguente e completata nell'ottobre 1911. Partecipò tra l'altro alla Battaglia di Durazzo (1915) ed alla Battaglia del Canale d'Otranto (1917). Venduta per essere demolita il 13 dicembre 1930.
- HMS Falmouth, costruita nei cantieri Beardmore, impostata il 21 febbraio 1910, varata il 20 settembre seguente e completata nel settembre 1911. Silurata dal sommergibile tedesco U 66 nel Mare del Nord e danneggiata il 19 agosto 1916, silurata nuovamente il giorno successivo dall'U 52 ed affondata al largo di Flamborough Head.

### TipoChatham / Sydney
Gli incrociatori tipo Chatham vennero ordinati nel 1911 ed entrarono in servizio tra il 1912 ed il 1916. La classe era costituita da sei unità da 5400t. standard, ed erano gli ultimi incrociatori leggeri britannici prebellici.
Si trattava di unità che in cambio di una velocità non eccezionale di 25 nodi possedevano una potenza di fuoco basata su armi da 152mm, che ebbero un successo non indifferente, e costituivano un miglioramento della Classe Weimouth, che a sua volta discendeva dalla Classe Bristol. Le navi vennero costruite secondo lo stesso progetto anche per la Royal Australian Navy, dove vennero ribattezzate Classe Sydney. Queste navi differivano dalle precedenti sottoclassi solo leggermente: la corazzatura sul ponte venne assottigliata per permettere l'introduzione di una corazzatura sulla cintura della nave. L'armamento principale rimasero 8 cannoni da 152 mm in torrette singole. Non ebbero armamento secondario mentre come armamento antiaereo erano attrezzate con quattro cannoni da 47 mm. L'armamento antiaereo venne potenziato durante il corso della prima guerra mondiale, con l'aggiunta di quattro cannoni da 76 mm. I cannoni erano protetti da una barbetta frontale adatta a fermare le schegge ed erano posizionati distanti uno dall'altro per evitare che un singolo colpo potesse metterne fuori uso diversi allo stesso tempo. Le navi di questa sottoclasse furono anche attrezzate per portare aerei da esplorazione durante la guerra. La Chatham fece per un breve periodo parte delle Forze navali della Nuova Zelanda nel 1920, in seguito della Divisione Neozelandese della Royal Navy fino al 1924.

#### Navi
- HMS Chatham, costruita nei cantieri di Chatham, impostata il 3 gennaio 1911, varata il 19 novembre seguente e completata nel dicembre 1912. Trasferita alla Nuova Zelanda l'11 settembre 1920 e restituita alla Royal Navy nel 1924. Venduta per essere demolita il 13 luglio 1926.
- HMS Dublin, costruita nei cantieri Beardmore, impostata il 3 gennaio 1911, varata il 30 aprile 1912 e completata nel marzo 1913, Venduta per essere demolita nel luglio 1926.
- HMS Southampton, costruita nei cantieri John Brown, impostata il 6 aprile 1911, varata il 16 maggio 1912 e completata nel novembre seguente. Venduta per essere demolita il 13 luglio 1926.
- HMAS Sydney, costruita nei cantieri London & Glasgow, impostata l'11 febbraio 1911, varata il 29 agosto 1912 e completata nel giugno 1913. Demolita nei cantieri di Cockatoo Island nell'aprile 1929.
- HMAS Melbourne, costruita nei cantieri Cammell Laird, impostata il 14 aprile 1911, varata il 30 maggio 1912 e completata nel gennaio 1913. Venduta per essere demolita l'8 dicembre 1928.
- HMAS Brisbane, costruita nei cantieri di Cockatoo Island, impostata il 25 gennaio 1913, varata il 30 settembre 1915 e completata nel novembre 1916. Venduta per essere demolita il 13 giugno 1936.

### TipoBirmingham

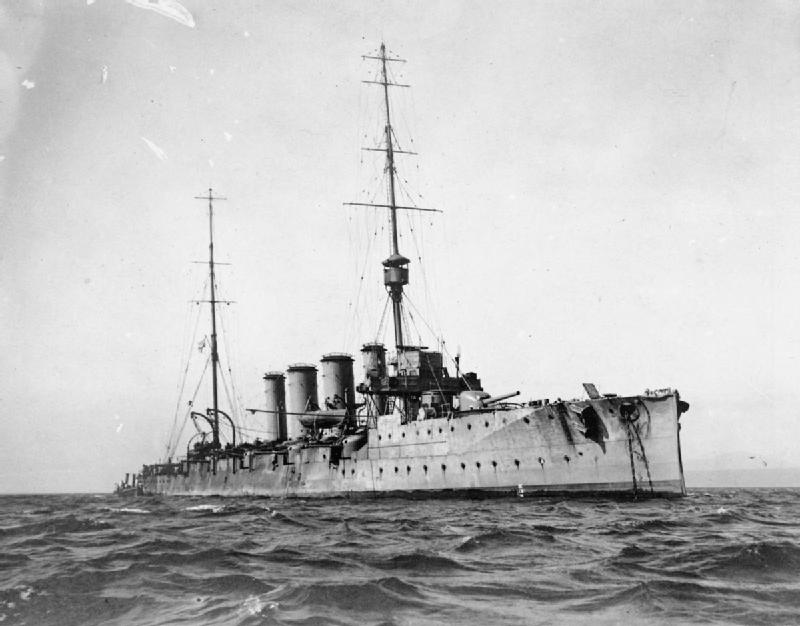
HMS Glasgow, Valparaiso Chile 1914

Le navi tipo Birmingham vennero ordinate dall'Ammiragliato nel 1912 ed entrarono in servizio nel 1914. Ebbero solo leggere modifiche rispetto alle classi precedenti, ricevendo nove cannoni da 152 mm in torrette singole, con in aggiunta un ulteriore cannone montato a prua per aumentare la potenza di fuoco frontale. L'armamento antiaereo fu esattamente lo stesso delle tipo Chatham e venne aggiunto un cannone da 76 mm durante la prima guerra mondiale. Le navi di questa sottoclasse non vennero equipaggiate con aerei da perlustrazione. La prua venne successivamente allargata per migliorare la tenuta del mare. Ulteriori modifiche di questa sottoclasse portarono alla progettazione delle cinque navi della Classe Hawkins. La Adelaide, costruita per la Royal Australian Navy in base ad un progetto simile, venne modificata verso la fine degli anni trenta con la rimozione di un fumaiolo.

#### Navi
- HMS Birmingham, costruita nei cantieri Armstrong Withworth di Elswick, impostata il 10 giugno 1912, varata il 7 maggio 1913 e completata nel febbraio 1914. Venduta per essere demolita il 5 febbraio 1931.
- HMS Lowestoft, costruita nei cantieri di Chatham, impostata il 29 luglio 1912, varata il 23 aprile 1913 e completata nell'aprile 1914. Venduta per essere demolita l'8 gennaio 1931.
- HMS Nottingham, costruita nei cantieri Pembroke, impostata il 13 giugno 1912, varata il 18 aprile 1913 e completata nell'aprile 1914. Colpita da tre siluri lanciati dal sommergibile tedesco U-52 nel Mare del Nord il 19 agosto 1916 e affondata con la perdita di 38 uomini dell'equipaggio.
- HMAS Adelaide, costruita nei cantieri Cockatoo, impostata nel gennaio 1915, varata il 27 luglio 1918 e completata nell'agosto 1922. Venduta per essere demolita in Australia nel gennaio 1949.

### TipoBirkenhead
Le navi tipo Birkenhead vennero ordinate nei primi mesi del 1914 per la Marina greca con i nomi Antinavarchos Kontouriotis (Αντιναύαρχος Κουντουριωτης, il viceammiraglio Pavlos Kountouriotis vincitore della battaglia di Elli) e Lambros Katsonis. Nei primi mesi del 1915, in seguito allo scoppio della prima guerra mondiale, l'Ammiragliato acquisì le navi, che entrarono in servizio per la fine dello stesso anno. I due incrociatori di questa sottoclasse erano versioni modificate delle navi tipo Birmingham. L'armamento principale consisteva di dieci cannoni da 140 mm, utilizzati per la prima volta dalla Royal Navy. Il loro successo nonostante la maggiore leggerezza dei proiettili ne comportò l'installazione anche su altre navi della flotta, compresa la Hood. Un punto di debolezza di questi pezzi era l'insufficiente protezione frontale, in quanto gli arti inferiori dei serventi erano esposti alle schegge. L'armamento antiaereo era identico a quello delle sottoclassi precedenti. Dopo la guerra le due navi vennero offerte alla marina greca che però ne rifiutò l'acquisto.

#### Navi
- HMS Birkenhead, costruita nei cantieri Cammell Laird, impostata il 27 marzo 1914, varata il 18 gennaio 1915 e completata nel maggio seguente. Venduta per essere demolita il 26 ottobre 1921.
- HMS Chester, costruita nei cantieri Cammell Laird, impostata il 7 ottobre 1914, varata l'8 dicembre 1915 e completata nel maggio 1916. Venduta per essere demolita il 9 novembre 1921.

## Servizio

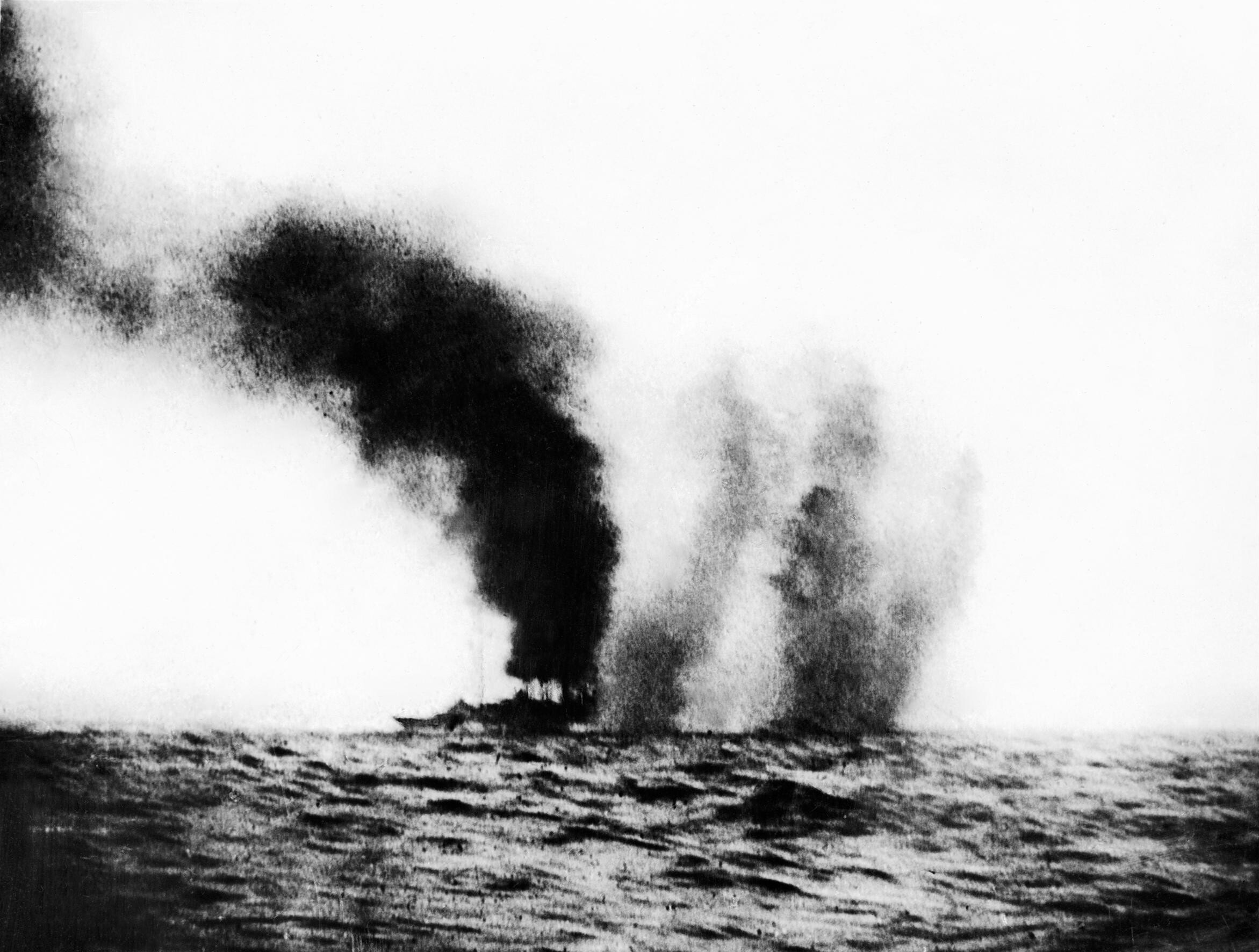
La Birmingham sotto il fuoco durante la Battaglia dello Jutland

Le navi della classe servirono principalmente durante la prima guerra mondiale, sia nella battaglia delle Falkland che nella battaglia di Helgoland nel 1914. Nello stesso anno la Sydney attaccò la Emden costringendola dopo più di un'ora ad arenarsi per evitare l'affondamento. Sempre nel 1914 la Birmingham divenne la prima nave ad affondare un sottomarino quando speronò l'U-15.
Nel 1915 la Glasgow intercettò la Dresden, unica nave tedesca scampata alla Battaglia delle Isole Fakland dell'anno precedente, durante la quale la Glasgow stessa aveva partecipato all'affondamento della Leipzig La Dresden venne autoaffondata dal suo equipaggio. Navi della classe presero anche parte alla Battaglia di Dogger Bank.

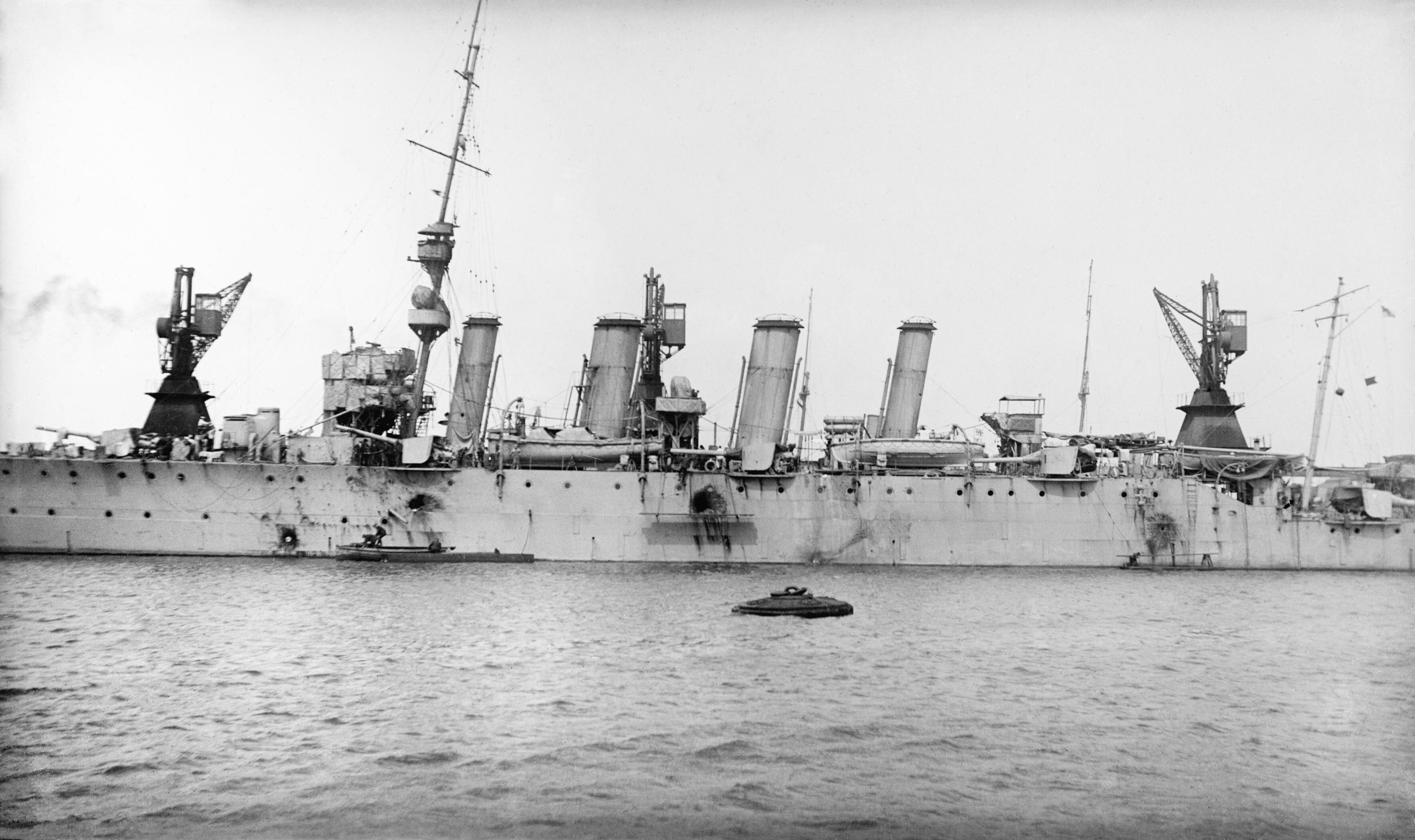
La Chester danneggiata dopo la Battaglia dello Jutland

Nel 1916 varie navi della classe parteciparono alla Battaglia dello Jutland, il più grande scontro di superficie del conflitto. Nel 1917 un Sopwith Pup lanciato dalla Yarmouth divenne il primo aereo lanciato da una nave ad abbattere un altro aereo, in particolare lo Zeppelin L23. Durante il corso della guerra due navi della classe vennero affondate, la Falmouth e la Nottingham, entrambe silurate da sommergibili tedeschi.
Dopo la fine della guerra le navi servirono nelle varie flotte britanniche, venendo a poco a poco radiate. Per la fine degli anni 30 era in servizio solamente la Adelaide, che venne ammodernata tra il 1938 ed il 1939. Nonostante ciò era comunque obsoleta allo scoppio della seconda guerra mondiale, durante la quale svolse quindi compiti di seconda fila. Andò in disarmo nel 1945 ma venne successivamente usata come tender a Sydney. Venne demolita nel 1949.